# 吉田麻実
吉田 麻実（よしだ あさみ、5月15日 - ）は日本の女性声優。アーツビジョン所属。大阪府出身。

## 人物
日本ナレーション演技研究所卒業。
趣味は歌、TV・DVD鑑賞。特技は指の第一関節だけ曲げること。

## 出演

### テレビアニメ
2011年
- たまゆら〜hitotose〜（おばさんB）

2012年
- CØDE:BREAKER（母親）
- スマイルプリキュア!（おばちゃん）
- バトルスピリッツ ソードアイズ（タカト、タケト、不良1）
- 名探偵コナン（2012年 - 2019年、女性アナウンサー、男の子、火乃宮アンナ）

2013年
- 惡の華（クラスメイト）
- ドラえもん（テレビ朝日版第2期）（クラスメイトB）
- 最強銀河 究極ゼロ 〜バトルスピリッツ〜（女）

2014年
- 悪魔のリドル（一ノ瀬晴の母）
- まじっく快斗1412（見物客、クラスメイト）
- 結城友奈は勇者である -結城友奈の章-（女性教師）

2015年
- 干物妹!うまるちゃん（おばさん）

2016年
- ALL OUT!!（賀茂母）
- 競女!!!!!!!!（五津井奈々）
- 坂本ですが?（おばちゃん）
- パズドラクロス（街人）
- 僕だけがいない街（浜田コウイチ）
- 魔法少女育成計画（近所の奥さん）

2017年
- スクールガールストライカーズ Animation Channel（記者、黒服女）
- タイムボカン24（2017年 - 2018年、子供A、東海林、8歳少年3、お局様メカ、ヘレン・ケラー）- 2シリーズ
- SUPER LOVERS 2（女性客）
- NARUTO -ナルト- 疾風伝（サドル）

2024年
- 先輩はおとこのこ（大我未希）

### ゲーム
2014年
- コアマスターズ（ライラ）

2016年
- サムライライジング（ネイフ）
- League of Legends（ヴェイン）

2017年
- 逆転オセロニア（レヴメナス）
- ぐるぐる召喚マジカルギア（霊鹿術僧ヤマツミ）
- Blackish House ←sideZ（有村歌子）
- みんなのGOLF

2020年
- The Last of Us Part II
- WAR OF THE VISIONS ファイナルファンタジー ブレイブエクスヴィアス 幻影戦争（リヴィアル）

2021年
- グランブルーファンタジー（2021年 - 2024年、オシリス）

2024年
- ファイナルファンタジーVII リバース

### ドラマCD
- クズの本懐 番外編ドラマCD Vol.3「にゃんにゃんアンダンテ」（教師）

### BLCD
- 愛の巣へ落ちろ!（リポーター）
- クロネコ彼氏のアソビ方（司会女性）
- 幸せになってみませんか?（恋人）
- 好きというのになぜかしら（マダム）
- テンカウントシリーズ
  - テンカウント 1（少年城谷）
  - テンカウント 2（少年城谷）
- 年下彼氏の恋愛管理癖シリーズ
  - 年下彼氏の恋愛管理癖（百崎小梅）
  - 年下彼氏の恋愛管理癖 2（峰雄の母）
- 眠り王子にキスを（孝美）
- 不測ノ恋情（女性社員、店員）
- ラブカフェモカ（松浦）

### 吹き替え

#### 映画
- アンソニー・ロビンズ 運命とのデート（チェルシー）
- アサシン クリード
- イントゥ・ザ・ストーム（ブラスキー先生）
- ウィンターストーム 雪山の悪夢（カレン〈レイチェル・レフィブレ〉）
- ウェディング・テーブル
- X-MEN:フューチャー&パスト
- X-MEN:アポカリプス
- エンド・オブ・ホワイトハウス（ジェニー）
- オーバーボード（ケイト・サリヴァン〈アンナ・ファリス〉）
- オール・マイ・ライフ（メーガン〈マリエル・スコット〉）
- オデッセイ（リポーター女1）
- おとなのけんか
- オン・ザ・ハイウェイ その夜、86分（カトリーナ〈ルース・ウィルソン〉）
- ギミー・シェルター（ジューン・ベイリー〈ロザリオ・ドーソン〉）
- クローバーフィールド・パラドックス
- 現地(にいない)特派員（バージニア〈ミーガン・ヘファーン〉）
- コイン強盗クラブ（ダコタ〈サーシャ・ピーターズ〉）
- 困った時のロジャー・ストーン（アン・ストーン）
- ザ・ウォッチャーズ（キアラ〈ジョージナ・キャンベル〉[3]）
- ザ・コンサルタント (リタ・ブラックバーン〈ジーン・スマート〉)
- ザ・スクワッド（ナディア〈サブリナ・ワザニ〉）
- 西遊記〜はじまりのはじまり〜（赤子の母）
- 猿の惑星: 聖戦記[4]
- ジェイ&サイレント・ボブ 帝国への逆襲（シシー〈エリザ・ドゥシュク〉）※Netflix配信版
- 死霊館
- ターザン:REBORN（メイド1[5]）
- ダイアナ（エレベーター）
- チャーリー・モルデカイ 華麗なる名画の秘密（刑事女）
- トカレフ（リサ）
- ドクター・ストレンジ（銃創患者の妻[6]）
- ネイビーシールズ ナチスの金塊を奪還せよ!（ララ・シミッチ〈シルヴィア・フークス〉）
- ノクターン（ジュリエット〈シドニー・スウィーニー〉）
- パーフェクト・ホスト 悪夢の晩餐会
- パシフィック・リム（幼いヤンシー）
- はじまりは5つ星ホテルから（ファビアーナ・カントーニ）
- パッション（ダニー〈カロリーネ・ヘルフルト〉）
- パレス・ダウン（ジョヴァンナ〈アルバ・ロルヴァケル〉）
- パーフェクト・ホスト 悪夢の晩餐会
- バッドママ（ヴィッキー）
- PANDEMIC パンデミック（デニース〈ミッシー・パイル〉）
- ピーウィーのビッグ・ホリデー（ブルック〈ディオンヌ・ギプソン〉）
- 羊飼いと屠殺者（アントワネット）
- PAN 〜ネバーランド、夢のはじまり〜（シスター1[7]）
- ファインド・アウト（シャロン・エイムズ〈ジェニファー・カーペンター〉）
- ファンタスティック・フォー（ベン・グリム / ザ・シングの母〈メアリー＝パット・グリーン〉）
- ブライト（チン巡査部長〈マーガレット・チョー〉）
- ホワイト・ガール
- ホワイトハウス・ダウン（レーダー担当2）
- ホビット 決戦のゆくえ（ロベリア・サックビル＝バギンズ）
- マダム・マロリーと魔法のスパイス
- マッドマックス/サンダードーム
- MEG ザ・モンスター（ローリー〈ジェシカ・マクナミー〉[8]）
- ラスト・デイズ・オン・マーズ（ダルビー〈ユスラ・ワーサラ〉）
- リベンジ・リスト（アビー〈アマンダ・シュル〉）
- ワン・デイ 23年のラブストーリー

#### ドラマ
- iCarly
- アンダーカバー・ボス2 社長潜入調査
- ウェット・ホット・アメリカン・サマー あれから10年
- X-ファイル2016（サンディープ看護師〈アリザ・ヴェラーニ〉）
- NCIS 〜ネイビー犯罪捜査班 シーズン5 #12
- エレメンタリー4 ホームズ&ワトソン in NY
- オレンジ・イズ・ニュー・ブラック（アンジー、シンディ・“ブラック・シンディ”・ヘイズ、テイスティ〈ダニエル・ブルックス〉）
- 輝くか、狂うか（ファンボ・ヨウォン〈イ・ハニ〉）
- 救命医ハンク8 ザ・ファイナル
- キャッスル 〜ミステリー作家は事件がお好き シーズン4〜5
- グレイズ・アナトミー11 恋の解剖学
- 刑事ジョー パリ犯罪捜査班（アンジェリク・アラサン）
- 殺人を無罪にする方法
- ザ・ファーム 法律事務所
- CSI:14 科学捜査班
- CSI:サイバー2
- STALKER:ストーカー犯罪特捜班（アマンダ〈エリザベス・ローム〉）
- スーパーナチュラル シーズン7〜10
- sense8/センス8（エリザベス、キャロル、ザキア）
- 朝鮮ガンマン（チェ・ヘウォン〈チョン・ヘビン〉[9]）
- チェルシーがモノ申す（グウェン・ステファニー）
- チェーインガム（カーリー、リーシャ、マクダレン）
- ティーン・スパイ K.C.
- デビアスなメイドたち シーズン3（ブランカ〈ナヤ・リヴェラ〉）
- 伝説の魔女〜愛を届けるベーカリー（マ・ジュラン〈ピョン・ジョンス〉）
- NUMBERS 天才数学者の事件ファイル シーズン6（ローラ・サッコ〈エレン・ホルマン〉）
- ハウス・オブ・カード 野望の階段
- ブラインドスポット2 タトゥーの女（デヴォン・ペンバシー〈ロンダ・ラウジー〉）
- ブラック・ミラー シーズン3 #1（スーザン〈チェリー・ジョーンズ〉）、#2（ケイティ〈ウンミ・モサク〉）、#5（メディナ〈セーラ・スヌーク〉）
- ブラックライトニング（アニッサ・ピアース〈ナフェッサ・ウィリアムズ〉）
- 僕らのイケメン青果店
- 僕と君と彼女の関係（ニーナ〈メラニー・パパリア〉）
- ミディアム 霊能者アリソン・デュボア
- ラスト・キングダム（グレナ）
- リベリオン（コンスタンス・マーケヴィッツ伯爵夫人、ピーター・マホン）
- 六龍が飛ぶ
- 私はラブ・リーガル3

#### アニメ
- アヒルのラッキー
- アングリーバード
- ターボ
- ハイ・ホー7D（ヒルディ）
- プリモ〜わたしと12人のイトコ（ネリー）
- マイリトルポニー〜トモダチは魔法〜（グラニースミス、ミセスカップケーキ、リリー、シルバースプーン、フリッター、マチルダ 他）
  - マイリトルポニー: エクエストリア・ガールズ（ミセスカップケーキ〈タバサ・セント・ジェルマン〉）
  - マイリトルポニー・ガールズ: 虹の冒険（オクタヴィア〈タバサ・セント・ジェルマン〉）
  - マイリトルポニー: エクエストリア・ガールズ - フレンドシップ・ゲーム（サワースウィート）
- メアリーと秘密の王国（タンポポの妖精①）
- モンキー・ラッシュ（ルル）

### ボイスオーバー
- カラフル!〜世界の子どもたち〜（NHK-Eテレ）
- 超かわいい映像連発!どうぶつピース!!（テレビ東京）

### 特撮
- 仮面ライダージオウ（2019年、仮面ライダークイズのベルト音声〈クイズドライバー〉）

### オーディオブック
- 椿山課長の七日間（2017年、老婦人）
- ハーモニー〔新版〕（2019年、ガブリエル・エーディン）
- 誰がアパレルを殺すのか（2020年、朗読）